# 毕氏窄体吸虫
毕氏窄体吸虫（学名：Lyperosomum petrovi）为双腔科窄体属的动物。分布于阿塞拜疆以及中国大陆的海南、云南等地，营寄生生活，宿主黑枕绿啄木、黑枕黄鹂、沼泽大尾莺、画眉、暗颊噪鹛、棕颈钩咀鹛、鹧鸪的肝脏以及亦有在画眉及沼泽大尾莺肠内寄生。